# Vallée de Ta'urua
Ta'urua Vallis
La vallée de Ta'urua (désignation internationale : Ta'urua Vallis) est une vallée située sur Vénus dans le quadrangle d'Hurston. Elle a été nommée en référence à Tapati, déesse indienne du Tapti.